# Macratria gigantea
Macratria gigantea is een keversoort uit de familie snoerhalskevers (Anthicidae). De wetenschappelijke naam van de soort is voor het eerst geldig gepubliceerd in 1910 door Wickham.